# Dörte Maria Packeiser
Dörte Maria Packeiser (* 1957 in Hamburg) ist eine deutsche Organistin, Chorleiterin, und bis 2023 Kantorin und Kirchenmusikdirektorin in Heidenheim an der Brenz. Sie ist als freiberufliche Organistin mit Konzerten in Norddeutschland und um ihren Lebensmittelpunkt im Landkreis Heidenheim aktiv.

## Leben
In Hamburg geboren, studierte Dörte Maria Packeiser an der Musikhochschule ihrer Heimatstadt unter anderem bei Heinz Wunderlich Orgel und Kirchenmusik. 1982 wurde sie als Kirchenmusikerin an die Evangelische Pauluskirche (Heidenheim) berufen, wo ihr von der Evangelischen Landeskirche in Württemberg der Titel einer Kirchenmusikdirektorin verliehen wurde. Dort leitete sie als Chorleiterin die Michaelskantorei und arbeite bis 2023 als Bezirkskantorin für den Evangelischen Kirchenbezirk Heidenheim.
Dörte Maria Packeiser ist Autorin kirchenmusikalischer und hymnologischer Fachpublikationen und spielte verschiedene Werke insbesondere von Max Reger auf der Orgel ein. Zusammen mit ihrem Bruder, dem Trompeter Hans-Jörg Packeiser, tritt sie regelmäßig in Konzerten auf.

## Kirchenmusikalische und hymnologische Veröffentlichungen
- Lied trifft Text. Eine Arbeitshilfe zur Gottesdienstgestaltung mit dem Evangelischen Gesangbuch. Hrsg. von Dörte Maria Packeiser, Ernst-Dietrich Egerer, Thomas Holm und Bernhard Leube. Gesangbuchverlag, Stuttgart 2000, ISBN 3-931895-12-2.
- Dörte Maria Packeiser: Singen und Musizieren im Kirchenbezirk Heidenheim. In: Musik in unserer Kirche. Handbuch der Kirchenmusik in der Evangelischen Landeskirche in Württemberg. Strube-Verlag (Edition 9058), München 2007, ISBN 978-3-89912-102-5, S. 99–100.

## Einspielungen (Auswahl)
- Max Reger (1873–1916): Orgelwerke – Fantasie über „Wie schön leucht’ uns der Morgenstern“ op. 40, 1; Fantasie über „Wachet auf, ruft uns die Stimme“ op. 52, 2; Fantasie & Fuge op. 135b und andere Werke mit Dörte Maria Packeiser an der Orgel der Pauluskirche Heidenheim.
- Festliche Barockmusik für Trompete und Orgel aus der Pauluskirche Heidenheim, Edition: „20 Jahre Silvesternachtskonzerte Heidenheim“, mit Dörte Maria Packeiser, Orgel, und Hans-Jörg Packeiser, Trompete (CD).